# Gordon Bay Provincial Park
Gordon Bay Provincial Park è un parco provinciale in Columbia Britannica, Canada.

## Geografia
Gordon Bay si trova sulla sponda occidentale dell'estremità Sud del Cowichan Lake. Il parco di 49 ettari, con una foresta secondaria di abeti di Douglas, si trova in una delle valli più soleggiate dell'Isola di Vancouver ed è un popolare sito di campeggio nell'area della Cowichan Valley. Ci sono molte specie di uccelli, quali junco occhiscuri, ghiandaia di Steller e Poecile rufescens (in inglese chestnut-backed chickadees) così come smerghi ed anatre dagli occhi dorati. La fauna selvatica comprende cervi, procioni e scoiattoli rossi. Trota arcobaleno, salvelinus malma e oncorhynchus clarkii vivono nel lago, inoltre salmone keta, salmone argentato e salmone reale depongono le uova nel lago e nei suoi affluenti. Le trote depongono le uova nel Cowichan River.